# Jessy Moulin
 (janvier 2021).
Jessy Moulin, né le 13 janvier 1986 à Valence, était un footballeur français évoluant au poste de gardien de but.

## Biographie
Jessy Moulin entre en junior à l'AS Saint-Étienne, où il signe son premier contrat professionnel en 2006. Prêté dès sa première saison professionnelle à l'AC Arles qui évolue en troisième division. Il prend part à vingt-sept rencontres avant d'être prêté une seconde fois consécutif en National sous les couleurs de l'EFC Fréjus Saint-Raphaël. 
Lors de la saison 2010-2011, il joue son premier match sous les couleurs stéphanoises lors de la réception du Stade rennais en entrant en jeu à la place de Jérémie Janot.
Après un nouveau prêt au Clermont Foot 63 en Ligue 2, il revient dans son club formateur où il est la doublure de Stéphane Ruffier. Le 13 août 2013, il signe une prolongation avec l'AS Saint-Étienne jusqu'en juin 2016. Très peu utilisé, il joue quelques matchs de coupe avant de découvrir la Ligue Europa en 2015 lors de la dernière journée de phase de poule et la réception de la Lazio de Rome.
Lors de la saison 2016-2017, à la suite de l'expulsion de Stéphane Ruffier en Ligue Europa, il garde les cages de l'AS Saint-Étienne pour le match retour de barrage face au Beitar Jérusalem le 25 août 2016, ainsi que pour les trois premiers matchs du groupe C dans cette compétition contre les clubs de Mayence 05, RSC Anderlecht et FK Qabala,,. En octobre 2016, il prolonge son contrat jusqu'en 2020. Après la blessure de Ruffier deux mois plus tard, il est titulaire lors du match de Ligue 1 au stade du Moustoir contre le FC Lorient, mais est expulsé au bout de dix minutes de jeu. Remplacé pour les rencontres suivantes par Anthony Maisonnial, il fait son retour dans les cages stéphanoises en championnat le 13 janvier 2017, jour de ses 31 ans, au stade Pierre-Mauroy face au LOSC Lille. Il joue également son premier derby dans les buts stéphanois lors de la victoire des siens 2 à 0 face à l'Olympique lyonnais. 
Lors de la saison 2017-2018, à la suite de la suspension de Stéphane Ruffier, il jouera quatre matchs dont trois en tant que titulaires dans le but stéphanois, il fera un super match face au Toulouse Football Club où il obtiendra une note de 9 sur 10 dans le journal l'équipe.
Lors de la saison 2018-2019, il est avec Loïc Perrin l'un des deux délégués syndicaux de l'UNFP au sein de l'ASSE. Durant cette saison, il ne joue qu'un seul match en Ligue 1 lors de la dernière journée[réf. nécessaire].  
Lors de la saison 2019-2020, il joue deux matches en début de saison contre le Nîmes Olympique où il réalise plusieurs parades décisives permettant à son équipe d'obtenir une précieuse victoire à l'extérieur. Une semaine plus tard à Geoffroy-Guichard, il joue le derby et son équipe l'emporte 1-0. Depuis la mise à l'écart de Stéphane Ruffier par Claude Puel en février 2020, il est titulaire. Il joue ainsi la finale de la Coupe de France perdue face au Paris Saint-Germain.
Le 19 juillet 2021, il rejoint l'ESTAC Troyes.
Le 14 août 2023, il annonce prendre sa retraite à l'âge de 37 ans.

## Statistiques
| Saison                | Club                            | Championnat           | Championnat | Championnat | Coupe nationale | Coupe nationale | Coupe de la Ligue | Coupe de la Ligue | Compétition(s) continentale(s) | Compétition(s) continentale(s) | Compétition(s) continentale(s) | Total | Total |
| Saison                | Club                            | Division              | M.          | B.          | M.              | B.              | M.                | B.                | Comp.                          | M.                             | B.                             | M.    | B.    |
| 2008-2009             | AC Arles (prêt)                 | National              | 26          | 0           | 1               | 0               | -                 | -                 | -                              | -                              | -                              | 27    | 0     |
| Sous-total            | Sous-total                      | Sous-total            | 26          | 0           | 1               | 0               | -                 | -                 | -                              | -                              | -                              | 27    | 0     |
| 2009-2010             | EFC Fréjus Saint-Raphaël (prêt) | National              | 16          | 0           | 1               | 0               | -                 | -                 | -                              | -                              | -                              | 17    | 0     |
| Sous-total            | Sous-total                      | Sous-total            | 16          | 0           | 1               | 0               | -                 | -                 | -                              | -                              | -                              | 17    | 0     |
| 2010-2011             | AS Saint-Étienne                | Ligue 1               | 3           | 0           | -               | -               | -                 | -                 | -                              | -                              | -                              | 3     | 0     |
| Sous-total            | Sous-total                      | Sous-total            | 3           | 0           | -               | -               | -                 | -                 | -                              | -                              | -                              | 3     | 0     |
| 2011-2012             | Clermont Foot (prêt)            | Ligue 2               | 2           | 0           | 3               | 0               | -                 | -                 | -                              | -                              | -                              | 5     | 0     |
| Sous-total            | Sous-total                      | Sous-total            | 2           | 0           | 3               | 0               | -                 | -                 | -                              | -                              | -                              | 5     | 0     |
| 2012-2013             | AS Saint-Étienne                | Ligue 1               | -           | -           | 1               | 0               | -                 | -                 | -                              | -                              | -                              | 1     | 0     |
| 2013-2014             | AS Saint-Étienne                | Ligue 1               | -           | -           | 1               | 0               | -                 | -                 | C3                             | -                              | -                              | 1     | 0     |
| 2014-2015             | AS Saint-Étienne                | Ligue 1               | -           | -           | -               | -               | -                 | -                 | C3                             | -                              | -                              | 0     | 0     |
| 2015-2016             | AS Saint-Étienne                | Ligue 1               | -           | -           | -               | -               | 1                 | 0                 | C3                             | 1                              | 0                              | 2     | 0     |
| 2016-2017             | AS Saint-Étienne                | Ligue 1               | 6           | 0           | 1               | 0               | -                 | -                 | C3                             | 4                              | 0                              | 11    | 0     |
| 2017-2018             | AS Saint-Étienne                | Ligue 1               | 4           | 0           | 2               | 0               | -                 | -                 | -                              | -                              | -                              | 6     | 0     |
| 2018-2019             | AS Saint-Étienne                | Ligue 1               | 1           | 0           | -               | -               | -                 | -                 | -                              | -                              | -                              | 1     | 0     |
| 2019-2020             | AS Saint-Étienne                | Ligue 1               | 5           | 0           | 2               | 0               | 2                 | 0                 | C3                             | 2                              | 0                              | 11    | 0     |
| 2020-2021             | AS Saint-Étienne                | Ligue 1               | 29          | 0           | -               | -               | -                 | -                 | -                              | -                              | -                              | 29    | 0     |
| Sous-total            | Sous-total                      | Sous-total            | 45          | 0           | 7               | 0               | 3                 | 0                 | -                              | 7                              | 0                              | 62    | 0     |
| 2021-2022             | ESTAC Troyes                    | Ligue 1               | 7           | 0           | 1               | 0               | -                 | -                 | -                              | -                              | -                              | 8     | 0     |
| 2022-2023             | ESTAC Troyes                    | Ligue 1               | -           | -           | -               | -               | -                 | -                 | -                              | -                              | -                              | 0     | 0     |
| Sous-total            | Sous-total                      | Sous-total            | 7           | 0           | 1               | 0               | -                 | -                 | -                              | -                              | -                              | 8     | 0     |
| Total sur la carrière | Total sur la carrière           | Total sur la carrière | 99          | 0           | 13              | 0               | 3                 | 0                 | -                              | 7                              | 0                              | 122   | 0     |

## Palmarès
AS Saint-Étienne
- Coupe de France
  - Finaliste en 2020.
- Coupe de la Ligue (1)
  - Vainqueur : 2013